# Salt (cryptografie)
Bij 'salting', oftewel zouten, wordt willekeurige data toegevoegd aan een hashfunctie. Alsof het 'gezouten' wordt, vandaar de term. Het resultaat van de versleuteling van deze combinatie wordt opgeslagen.
Data die gehasht is door een hashfunctie, is erg kwetsbaar voor een woordenlijstaanval. Indien de gehashde data vertrouwelijk is, voegt salting extra beveiliging toe. De salt zorgt er namelijk voor dat het niet mogelijk is om gehashde data met behulp van een vooraf berekende tabel te kraken, omdat door een willekeurige salt toe te voegen de hash voor dezelfde inputtekst alsnog anders is.
Om later de data te kunnen verifiëren is het wel noodzakelijk om dit salt (indien opnieuw gegenereerd bij elk wachtwoord) in de database op te slaan naast het resultaat van de hash van de data plus het salt.